# نيل يونغ (قاضي)
نيل يونغ (بالإنجليزية: Neil Young)‏ هو محام بالقضاء العالي وقاضي أسترالي، ولد في 7 يناير 1952 في ملبورن في أستراليا.